# Rauno Nurger
Rauno Nurger (Keila, Estonia, 24 de noviembre de 1993) es un jugador de baloncesto estonio. Juega de pívot, es internacional con la Selección de baloncesto de Estonia y su actual equipo es el BC Kalev de la Alexela Korvpalli Meistriliiga.

## Carrera deportiva
Es un pívot formado en el BC Tallinna Kalev y en el Rapla KK. En la temporada 2013-14 se marcha a la Universidad de Wichita State, donde juega para los Shockers en la División I de la NCAA durante 4 temporadas. En la campaña de su graduación (2017/18) promedio 4.4 puntos y 2 rebotes por encuentro. 
Tras no ser drafteado, en agosto de 2018 firma con el Levitec Huesca por una temporada para jugar en Liga LEB Oro española. Fue uno de los jugadores más destacados de la competición en la temporada 2018/19, en la que promedió 13.2 puntos y 6.3 rebotes. 
En julio de 2019 firma por el Club Baloncesto Breogán. Hasta la conclusión prematura de la temporada 2019/20 debido a la pandemia de COVID-19, acreditó 7.7 puntos y 4 rebotes por partido. 
En verano de 2020 firma por el BC Kalev de la Alexela Korvpalli Meistriliiga de Estonia. Entre esta competición, la Liga Estonio-Letona y la VTB United League disputó en la campaña 2020/21 un total de 46 encuentros en los que registró medias de 8.3 puntos y 4.7 rebotes.
El 18 de julio de 2022, regresa a España para jugar en el San Sebastián Gipuzkoa Basket Club de la Liga LEB Oro.
El 25 de julio de 2023, regresa al BC Kalev de la Alexela Korvpalli Meistriliiga.

### Selección nacional
En verano de 2018, debuta con la Selección de baloncesto de Estonia promediando en los partidos que ha disputado ante Gran Bretaña y Grecia ha promediado 5 puntos en apenas 9 minutos de media.
En septiembre de 2022 disputó con el combinado absoluto estonio el EuroBasket 2022, finalizando en decimonovena posición.